# Nagroda Hugo za najlepszą powieść
Lista zwycięzców i nominowanych do nagrody Hugo w kategorii najlepsza powieść (Best Novel, 40 000 słów lub więcej).
Ceremonia rozdania nagród nie odbyła się w latach 1954 i 1957.
Najwięcej nagród zdobyli: Robert A. Heinlein – 5 (w tym 1 raz Retro Hugo) oraz Lois McMaster Bujold – 4. Najwięcej razy nominowani byli: Heinlein – 11 (w tym 1 raz Retro Hugo), Bujold – 10, Robert Silverberg i Robert J. Sawyer – 9.
Od 1996 przyznaje się nagrody Retrospective Hugo Award (Retro-Hugo), dostępne dla prac opublikowanych 50, 75 lub 100 lat wcześniej. Nagrody mogą być przyznawane tylko za lata od 1939, w których pierwotnie nie przyznano żadnych nagród. Do tej pory nagrody Retro-Hugo przyznano za powieści z lat 1939, 1941, 1943–1946, 1951 i 1954.

## Nagroda Hugo za najlepszą powieść
Legenda:  Zwycięzcy 
| Rok  | Autor                            | Tytuł                                                                      | Źródło |
| ---- | -------------------------------- | -------------------------------------------------------------------------- | ------ |
| 1953 | Alfred Bester                    | Człowiek do przeróbki (The Demolished Man)                                 | [ 2 ]  |
| 1955 | Mark Clifton, Frank Riley        | They’d Rather Be Right (także jako The Forever Machine)                    | [ 3 ]  |
| 1956 | Robert A. Heinlein               | Dubler (Double Star)                                                       | [ 4 ]  |
| 1958 | Fritz Leiber                     | Wielki czas (The Big Time)                                                 | [ 5 ]  |
| 1959 | James Blish                      | Kwestia sumienia (A Case of Conscience)                                    | [ 6 ]  |
| 1959 | Poul Anderson                    | We Have Fed Our Sea (także jako The Enemy Stars)                           | [ 6 ]  |
| 1959 | Algis Budrys                     | Who?                                                                       | [ 6 ]  |
| 1959 | Robert A. Heinlein               | Wkładaj kombinezon i w drogę (Have Space Suit – Will Travel)               | [ 6 ]  |
| 1959 | Robert Sheckley                  | Nieśmiertelność na zamówienie (Time Killer / Immortality, Inc.)            | [ 6 ]  |
| 1960 | Robert A. Heinlein               | Kawaleria kosmosu (Starship Troopers)                                      | [ 7 ]  |
| 1960 | Gordon R. Dickson                | Dorsaj! (Dorsai! / The Genetic General)                                    | [ 7 ]  |
| 1960 | Murray Leinster                  | The Pirates of Ersatz (także jako The Pirates of Zan)                      | [ 7 ]  |
| 1960 | Mark Phillips                    | That Sweet Little Old Lady (także jako Brain Twister)                      | [ 7 ]  |
| 1960 | Kurt Vonnegut                    | Syreny z Tytana (The Sirens of Titan)                                      | [ 7 ]  |
| 1961 | Walter M. Miller                 | Kantyczka dla Leibowitza (A Canticle for Leibowitz)                        | [ 8 ]  |
| 1961 | Poul Anderson                    | Podniebna krucjata (The High Crusade)                                      | [ 8 ]  |
| 1961 | Algis Budrys                     | Ten cholerny księżyc (Rogue Moon)                                          | [ 8 ]  |
| 1961 | Harry Harrison                   | Planeta śmierci (Deathworld)                                               | [ 8 ]  |
| 1961 | Theodore Sturgeon                | Venus Plus X                                                               | [ 8 ]  |
| 1962 | Robert A. Heinlein               | Obcy w obcym kraju (Stranger in a Strange Land)                            | [ 9 ]  |
| 1962 | Daniel F. Galouye                | Dark Universe                                                              | [ 9 ]  |
| 1962 | Harry Harrison                   | Planeta przeklętych (Planet of the Damned / Sense of Obligation)           | [ 9 ]  |
| 1962 | Clifford D. Simak                | Czas jest najprostszą rzeczą (The Fisherman / Time Is the Simplest Thing)  | [ 9 ]  |
| 1962 | James White                      | Second Ending                                                              | [ 9 ]  |
| 1963 | Philip K. Dick                   | Człowiek z Wysokiego Zamku (The Man in the High Castle)                    | [ 10 ] |
| 1963 | Marion Zimmer Bradley            | The Sword of Aldones                                                       | [ 10 ] |
| 1963 | Arthur C. Clarke                 | A Fall of Moondust                                                         | [ 10 ] |
| 1963 | H. Beam Piper                    | Kudłaczek (Little Fuzzy)                                                   | [ 10 ] |
| 1963 | Jean Bruller                     | Sylva                                                                      | [ 10 ] |
| 1964 | Clifford D. Simak                | Stacja tranzytowa (Here Gather the Stars / Way Station)                    | [ 11 ] |
| 1964 | Robert A. Heinlein               | Szlak chwały (Glory Road)                                                  | [ 11 ] |
| 1964 | Andre Norton                     | Świat Czarownic (Witch World)                                              | [ 11 ] |
| 1964 | Frank Herbert                    | Diuna (Dune World)                                                         | [ 11 ] |
| 1964 | Kurt Vonnegut                    | Kocia kołyska (Cat's Cradle)                                               | [ 11 ] |
| 1965 | Fritz Leiber                     | Wędrowiec (The Wanderer)                                                   | [ 12 ] |
| 1965 | John Brunner                     | Telepata (The Whole Man)                                                   | [ 12 ] |
| 1965 | Edgar Pangborn                   | Davy                                                                       | [ 12 ] |
| 1965 | Cordwainer Smith                 | The Planet Buyer (jakże jako The Boy Who Bought Old Earth)                 | [ 12 ] |
| 1966 | Frank Herbert                    | Diuna (Dune)                                                               | [ 13 ] |
| 1966 | Roger Zelazny                    | Ja, nieśmiertelny (...And Call Me Conrad / This Immortal)                  | [ 13 ] |
| 1966 | John Brunner                     | The Squares of the City                                                    | [ 13 ] |
| 1966 | Robert A. Heinlein               | Luna to surowa pani (The Moon Is a Harsh Mistress)                         | [ 13 ] |
| 1966 | E.E. Smith                       | Skylark DuQuesne                                                           | [ 13 ] |
| 1967 | Robert A. Heinlein               | Luna to surowa pani (The Moon Is a Harsh Mistress)                         | [ 14 ] |
| 1967 | Samuel R. Delany                 | Babel-17                                                                   | [ 14 ] |
| 1967 | Randall Garrett                  | Too Many Magicians                                                         | [ 14 ] |
| 1967 | Daniel Keyes                     | Kwiaty dla Algernona (Flowers for Algernon)                                | [ 14 ] |
| 1967 | James H. Schmitz                 | The Witches of Karres                                                      | [ 14 ] |
| 1967 | Thomas Burnett Swann             | Day of the Minotaur                                                        | [ 14 ] |
| 1968 | Roger Zelazny                    | Pan Światła (Lord of Light)                                                | [ 15 ] |
| 1968 | Samuel R. Delany                 | Punkt Einsteina (The Einstein Intersection)                                | [ 15 ] |
| 1968 | Piers Anthony                    | Chthon                                                                     | [ 15 ] |
| 1968 | Chester Anderson                 | The Butterfly Kid                                                          | [ 15 ] |
| 1968 | Robert Silverberg                | Ciernie (Thorns)                                                           | [ 15 ] |
| 1969 | John Brunner                     | Wszyscy na Zanzibarze (Stand on Zanzibar)                                  | [ 16 ] |
| 1969 | Alexei Panshin                   | Rite of Passage                                                            | [ 16 ] |
| 1969 | Samuel R. Delany                 | Nowa (Nova)                                                                | [ 16 ] |
| 1969 | R.A. Lafferty                    | Władca przeszłości (Past Master)                                           | [ 16 ] |
| 1969 | Clifford D. Simak                | Rezerwat goblinów (The Goblin Reservation)                                 | [ 16 ] |
| 1970 | Ursula K. Le Guin                | Lewa ręka ciemności (The Left Hand of Darkness)                            | [ 17 ] |
| 1970 | Robert Silverberg                | Prądy czasu (Up the Line)                                                  | [ 17 ] |
| 1970 | Piers Anthony                    | Macroscope                                                                 | [ 17 ] |
| 1970 | Kurt Vonnegut                    | Rzeźnia numer pięć (Slaughterhouse-Five)                                   | [ 17 ] |
| 1970 | Norman Spinrad                   | Bug Jack Barron                                                            | [ 17 ] |
| 1971 | Larry Niven                      | Pierścień (Ringworld)                                                      | [ 18 ] |
| 1971 | Poul Anderson                    | Tau Zero                                                                   | [ 18 ] |
| 1971 | Robert Silverberg                | Wieża światła (Tower of Glass)                                             | [ 18 ] |
| 1971 | Wilson Tucker                    | The Year of the Quiet Sun                                                  | [ 18 ] |
| 1971 | Hal Clement                      | Star Light                                                                 | [ 18 ] |
| 1972 | Philip José Farmer               | Gdzie wasze ciała porzucone (To Your Scattered Bodies Go)                  | [ 19 ] |
| 1972 | Ursula K. Le Guin                | Jesteśmy snem (The Lathe of Heaven)                                        | [ 19 ] |
| 1972 | Anne McCaffrey                   | W pogoni za smokiem (Dragonquest)                                          | [ 19 ] |
| 1972 | Roger Zelazny                    | Widmowy Jack (Jack of Shadows)                                             | [ 19 ] |
| 1972 | Robert Silverberg                | Czas przemian (A Time of Changes)                                          | [ 19 ] |
| 1973 | Isaac Asimov                     | Równi bogom (The Gods Themselves)                                          | [ 20 ] |
| 1973 | David Gerrold                    | When HARLIE Was One                                                        | [ 20 ] |
| 1973 | Poul Anderson                    | Stanie się czas (There Will Be Time)                                       | [ 20 ] |
| 1973 | Robert Silverberg                | Księga czaszek (The Book of Skulls)                                        | [ 20 ] |
| 1973 | Robert Silverberg                | Umierając żyjemy (Dying Inside)                                            | [ 20 ] |
| 1973 | Clifford D. Simak                | A Choice of Gods                                                           | [ 20 ] |
| 1974 | Arthur C. Clarke                 | Spotkanie z Ramą (Rendezvous with Rama)                                    | [ 21 ] |
| 1974 | Robert A. Heinlein               | Time Enough for Love                                                       | [ 21 ] |
| 1974 | Larry Niven                      | Protector                                                                  | [ 21 ] |
| 1974 | Poul Anderson                    | The People of the Wind                                                     | [ 21 ] |
| 1974 | David Gerrold                    | The Man Who Folded Himself                                                 | [ 21 ] |
| 1975 | Ursula K. Le Guin                | Wydziedziczeni (The Dispossessed)                                          | [ 22 ] |
| 1975 | Poul Anderson                    | Fire Time                                                                  | [ 22 ] |
| 1975 | Philip K. Dick                   | Płyńcie łzy moje, rzekł policjant (Flow My Tears, the Policeman Said)      | [ 22 ] |
| 1975 | Larry Niven, Jerry Pournelle     | Drzazga w oku boga (The Mote in God’s Eye)                                 | [ 22 ] |
| 1975 | Christopher Priest               | Odwrócony świat (Inverted World)                                           | [ 22 ] |
| 1976 | Joe Haldeman                     | Wieczna wojna (The Forever War)                                            | [ 23 ] |
| 1976 | Roger Zelazny                    | Bramy w piasku (Doorways in the Sand)                                      | [ 23 ] |
| 1976 | Larry Niven, Jerry Pournelle     | Inferno                                                                    | [ 23 ] |
| 1976 | Alfred Bester                    | The Computer Connection (także jako The Indian Giver)                      | [ 23 ] |
| 1976 | Robert Silverberg                | Stochastyk (The Stochastic Man)                                            | [ 23 ] |
| 1977 | Kate Wilhelm                     | Gdzie dawniej śpiewał ptak (Where Late the Sweet Birds Sang)               | [ 24 ] |
| 1977 | Joe Haldeman                     | Mindbridge                                                                 | [ 24 ] |
| 1977 | Frank Herbert                    | Dzieci Diuny (Children of Dune)                                            | [ 24 ] |
| 1977 | Frederik Pohl                    | Człowiek plus (Man Plus)                                                   | [ 24 ] |
| 1977 | Robert Silverberg                | Shadrach in the Furnace                                                    | [ 24 ] |
| 1978 | Frederik Pohl                    | Gateway. Brama do gwiazd (Gateway)                                         | [ 25 ] |
| 1978 | Marion Zimmer Bradley            | The Forbidden Tower                                                        | [ 25 ] |
| 1978 | Larry Niven, Jerry Pournelle     | Lucifer’s Hammer                                                           | [ 25 ] |
| 1978 | Gordon R. Dickson                | Time Storm                                                                 | [ 25 ] |
| 1978 | George R.R. Martin               | Światło się mroczy (Dying of the Light)                                    | [ 25 ] |
| 1979 | Vonda N. McIntyre                | Wąż snu (Dreamsnake)                                                       | [ 26 ] |
| 1979 | Anne McCaffrey                   | Biały smok (powieść) (The White Dragon)                                    | [ 26 ] |
| 1979 | C.J. Cherryh                     | Gasnące Słońce: Kesrith (The Faded Sun: Kesrith)                           | [ 26 ] |
| 1979 | Tom Reamy                        | Blind Voices                                                               | [ 26 ] |
| 1980 | Arthur C. Clarke                 | Fontanny raju (The Fountains of Paradise)                                  | [ 27 ] |
| 1980 | John Varley                      | Tytan (Titan)                                                              | [ 27 ] |
| 1980 | Frederik Pohl                    | Jem                                                                        | [ 27 ] |
| 1980 | Patricia A. McKillip             | Harfista na wietrze (Harpist in the Wind)                                  | [ 27 ] |
| 1980 | Thomas M. Disch                  | Na skrzydłach pieśni (On Wings of Song)                                    | [ 27 ] |
| 1981 | Joan D. Vinge                    | Królowa Zimy (The Snow Queen)                                              | [ 28 ] |
| 1981 | Robert Silverberg                | Zamek lorda Valentine’a (Lord Valentine’s Castle)                          | [ 28 ] |
| 1981 | Larry Niven                      | Budowniczowie Pierścienia (The Ringworld Engineers)                        | [ 28 ] |
| 1981 | Frederik Pohl                    | Gateway. Za błękitnym horyzontem zdarzeń (Beyond the Blue Event Horizon)   | [ 28 ] |
| 1981 | John Varley                      | Czarodziejka (Wizard)                                                      | [ 28 ] |
| 1982 | C.J. Cherryh                     | Stacja Podspodzie (Downbelow Station)                                      | [ 29 ] |
| 1982 | Gene Wolfe                       | Pazur Łagodziciela (The Claw of the Conciliator)                           | [ 29 ] |
| 1982 | Julian May                       | Wielobarwny kraj (The Many-Colored Land)                                   | [ 29 ] |
| 1982 | Clifford D. Simak                | Projekt Papież (Project Pope)                                              | [ 29 ] |
| 1982 | John Crowley                     | Małe, duże (Little, Big)                                                   | [ 29 ] |
| 1983 | Isaac Asimov                     | Agent Fundacji (Foundation's Edge)                                         | [ 30 ] |
| 1983 | C.J. Cherryh                     | The Pride of Chanur                                                        | [ 30 ] |
| 1983 | Arthur C. Clarke                 | 2010: Odyseja kosmiczna (2010: Odyssey Two)                                | [ 30 ] |
| 1983 | Robert A. Heinlein               | Piętaszek (Friday)                                                         | [ 30 ] |
| 1983 | Donald Kingsbury                 | Courtship Rite                                                             | [ 30 ] |
| 1983 | Gene Wolfe                       | Miecz liktora (The Sword of the Lictor)                                    | [ 30 ] |
| 1984 | David Brin                       | Gwiezdny przypływ (Startide Rising)                                        | [ 31 ] |
| 1984 | R.A. MacAvoy                     | Tea with the Black Dragon                                                  | [ 31 ] |
| 1984 | John Varley                      | Złoty wiek (Millennium)                                                    | [ 31 ] |
| 1984 | Anne McCaffrey                   | Moreta, Pani Smoków z Pern (Moreta: Dragonlady of Pern)                    | [ 31 ] |
| 1984 | Isaac Asimov                     | Roboty z planety świtu (The Robots of Dawn)                                | [ 31 ] |
| 1985 | William Gibson                   | Neuromancer                                                                | [ 32 ] |
| 1985 | David R. Palmer                  | Emergence                                                                  | [ 32 ] |
| 1985 | Vernor Vinge                     | The Peace War                                                              | [ 32 ] |
| 1985 | Robert A. Heinlein               | Hiob: komedia sprawiedliwości (Job: A Comedy of Justice)                   | [ 32 ] |
| 1985 | Larry Niven                      | Całkowe drzewa (The Integral Trees)                                        | [ 32 ] |
| 1986 | Orson Scott Card                 | Gra Endera (Ender’s Game)                                                  | [ 33 ] |
| 1986 | C.J. Cherryh                     | Cuckoo’s Egg                                                               | [ 33 ] |
| 1986 | David Brin                       | Listonosz (The Postman)                                                    | [ 33 ] |
| 1986 | Larry Niven, Jerry Pournelle     | Footfall                                                                   | [ 33 ] |
| 1986 | Greg Bear                        | Pieśń krwi (Blood Music)                                                   | [ 33 ] |
| 1987 | Orson Scott Card                 | Mówca umarłych (Speaker for the Dead)                                      | [ 34 ] |
| 1987 | Bob Shaw                         | Kosmiczna przeprowadzka (The Ragged Astronauts)                            | [ 34 ] |
| 1987 | William Gibson                   | Graf Zero (Count Zero)                                                     | [ 34 ] |
| 1987 | Vernor Vinge                     | Marooned in Realtime                                                       | [ 34 ] |
| 1987 | L. Ron Hubbard                   | Black Genesis                                                              | [ 34 ] |
| 1988 | David Brin                       | Wojna wspomaganych (The Uplift War)                                        | [ 35 ] |
| 1988 | George Alec Effinger             | Kiedy zawodzi grawitacja (When Gravity Fails)                              | [ 35 ] |
| 1988 | Orson Scott Card                 | Siódmy syn (Seventh Son)                                                   | [ 35 ] |
| 1988 | Greg Bear                        | The Forge of God                                                           | [ 35 ] |
| 1988 | Gene Wolfe                       | Urth Nowego Słońca (The Urth of the New Sun)                               | [ 35 ] |
| 1989 | C.J. Cherryh                     | Cyteen                                                                     | [ 36 ] |
| 1989 | Orson Scott Card                 | Czerwony prorok (Red Prophet)                                              | [ 36 ] |
| 1989 | Lois McMaster Bujold             | Stan niewolności (Falling Free)                                            | [ 36 ] |
| 1989 | Bruce Sterling                   | Islands in the Net                                                         | [ 36 ] |
| 1989 | William Gibson                   | Mona Liza Turbo (Mona Lisa Overdrive)                                      | [ 36 ] |
| 1990 | Dan Simmons                      | Hyperion                                                                   | [ 37 ] |
| 1990 | George Alec Effinger             | A Fire in the Sun                                                          | [ 37 ] |
| 1990 | Orson Scott Card                 | Uczeń Alvin (Prentice Alvin)                                               | [ 37 ] |
| 1990 | Poul Anderson                    | The Boat of a Million Years                                                | [ 37 ] |
| 1990 | Sheri S. Tepper                  | Trawa (Grass)                                                              | [ 37 ] |
| 1991 | Lois McMaster Bujold             | Gra (The Vor Game)                                                         | [ 38 ] |
| 1991 | David Brin                       | Earth                                                                      | [ 38 ] |
| 1991 | Dan Simmons                      | Zagłada Hyperiona (The Fall of Hyperion)                                   | [ 38 ] |
| 1991 | Michael P. Kube-McDowell         | The Quiet Pools                                                            | [ 38 ] |
| 1991 | Greg Bear                        | Queen of Angels                                                            | [ 38 ] |
| 1992 | Lois McMaster Bujold             | Barrayar                                                                   | [ 39 ] |
| 1992 | Emma Bull                        | Bone Dance                                                                 | [ 39 ] |
| 1992 | Anne McCaffrey                   | Wszystkie Weyry Pern (All the Weyrs of Pern)                               | [ 39 ] |
| 1992 | Joan D. Vinge                    | Królowa Lata (The Summer Queen)                                            | [ 39 ] |
| 1992 | Orson Scott Card                 | Ksenocyd (Xenocide)                                                        | [ 39 ] |
| 1992 | Michael Swanwick                 | Stacje przypływu (Stations of the Tide)                                    | [ 39 ] |
| 1993 | Vernor Vinge                     | Ogień nad otchłanią (A Fire Upon the Deep)                                 | [ 40 ] |
| 1993 | Connie Willis                    | Księga Sądu Ostatecznego (Doomsday Book)                                   | [ 40 ] |
| 1993 | Kim Stanley Robinson             | Czerwony Mars (Red Mars)                                                   | [ 40 ] |
| 1993 | Maureen F. McHugh                | China Mountain Zhang                                                       | [ 40 ] |
| 1993 | John Varley                      | Steel Beach                                                                | [ 40 ] |
| 1994 | Kim Stanley Robinson             | Zielony Mars (Green Mars)                                                  | [ 41 ] |
| 1994 | Greg Bear                        | Moving Mars                                                                | [ 41 ] |
| 1994 | Nancy Kress                      | Hiszpańscy żebracy (Beggars in Spain)                                      | [ 41 ] |
| 1994 | David Brin                       | Glory Season                                                               | [ 41 ] |
| 1994 | William Gibson                   | Światło wirtualne (Virtual Light)                                          | [ 41 ] |
| 1995 | Lois McMaster Bujold             | Lustrzany taniec (Mirror Dance)                                            | [ 42 ] |
| 1995 | John Barnes                      | Mother of Storms                                                           | [ 42 ] |
| 1995 | Nancy Kress                      | Żebracy nie mają wyboru (Beggars and Choosers)                             | [ 42 ] |
| 1995 | Michael Bishop                   | Brittle Innings                                                            | [ 42 ] |
| 1995 | James K. Morrow                  | Pióro Archanioła (Towing Jehovah)                                          | [ 42 ] |
| 1996 | Neal Stephenson                  | Diamentowy wiek (The Diamond Age)                                          | [ 43 ] |
| 1996 | Stephen Baxter                   | Statki czasu (The Time Ships)                                              | [ 43 ] |
| 1996 | David Brin                       | Rafa jasności (Brightness Reef)                                            | [ 43 ] |
| 1996 | Robert J. Sawyer                 | Eksperyment terminalny (The Terminal Experiment / Hobson’s Choice)         | [ 43 ] |
| 1996 | Connie Willis                    | Remake                                                                     | [ 43 ] |
| 1997 | Kim Stanley Robinson             | Błękitny Mars (Blue Mars)                                                  | [ 44 ] |
| 1997 | Lois McMaster Bujold             | Memory                                                                     | [ 44 ] |
| 1997 | Elizabeth Moon                   | Ostatnia sprawiedliwa (Remnant Population)                                 | [ 44 ] |
| 1997 | Robert J. Sawyer                 | Starplex                                                                   | [ 44 ] |
| 1997 | Bruce Sterling                   | Święty płomień (Holy Fire)                                                 | [ 44 ] |
| 1998 | Joe Haldeman                     | Wieczny pokój (Forever Peace)                                              | [ 45 ] |
| 1998 | Walter Jon Williams              | Miasto w ogniu (City on Fire)                                              | [ 45 ] |
| 1998 | Dan Simmons                      | Triumf Endymiona (The Rise of Endymion)                                    | [ 45 ] |
| 1998 | Robert J. Sawyer                 | Frameshift                                                                 | [ 45 ] |
| 1998 | Michael Swanwick                 | Jack Faust                                                                 | [ 45 ] |
| 1999 | Connie Willis                    | Nie licząc psa (To Say Nothing of the Dog)                                 | [ 46 ] |
| 1999 | Mary Doria Russell               | Dzieci Boga (Children of God)                                              | [ 46 ] |
| 1999 | Robert Charles Wilson            | Darwinia                                                                   | [ 46 ] |
| 1999 | Bruce Sterling                   | Distraction                                                                | [ 46 ] |
| 1999 | Robert J. Sawyer                 | Factoring Humanity                                                         | [ 46 ] |
| 2000 | Vernor Vinge                     | Otchłań w niebie (A Deepness in the Sky)                                   | [ 47 ] |
| 2000 | Lois McMaster Bujold             | A Civil Campaign                                                           | [ 47 ] |
| 2000 | Neal Stephenson                  | Cryptonomicon                                                              | [ 47 ] |
| 2000 | Greg Bear                        | Radio Darwina (Darwin’s Radio)                                             | [ 47 ] |
| 2000 | J.K. Rowling                     | Harry Potter i więzień Azkabanu (Harry Potter and the Prisoner of Azkaban) | [ 47 ] |
| 2001 | J.K. Rowling                     | Harry Potter i Czara Ognia (Harry Potter and the Goblet of Fire)           | [ 48 ] |
| 2001 | George R.R. Martin               | Nawałnica mieczy (A Storm of Swords)                                       | [ 48 ] |
| 2001 | Robert J. Sawyer                 | Calculating God                                                            | [ 48 ] |
| 2001 | Ken MacLeod                      | The Sky Road                                                               | [ 48 ] |
| 2001 | Nalo Hopkinson                   | Midnight Robber                                                            | [ 48 ] |
| 2002 | Neil Gaiman                      | Amerykańscy bogowie (American Gods)                                        | [ 49 ] |
| 2002 | Lois McMaster Bujold             | Klątwa nad Chalionem (The Curse of Chalion)                                | [ 49 ] |
| 2002 | Connie Willis                    | Przejście (Passage)                                                        | [ 49 ] |
| 2002 | China Miéville                   | Dworzec Perdido (Perdido Street Station)                                   | [ 49 ] |
| 2002 | Robert Charles Wilson            | Chronolity (The Chronoliths)                                               | [ 49 ] |
| 2002 | Ken MacLeod                      | Cosmonaut Keep                                                             | [ 49 ] |
| 2003 | Robert J. Sawyer                 | Hominidzi (Hominids)                                                       | [ 50 ] |
| 2003 | David Brin                       | Kiln People (także jako Kil’n People)                                      | [ 50 ] |
| 2003 | Michael Swanwick                 | Bones of the Earth                                                         | [ 50 ] |
| 2003 | China Miéville                   | Blizna (The Scar)                                                          | [ 50 ] |
| 2003 | Kim Stanley Robinson             | Lata ryżu i soli (The Years of Rice and Salt)                              | [ 50 ] |
| 2004 | Lois McMaster Bujold             | Paladyn dusz (Paladin of Souls)                                            | [ 51 ] |
| 2004 | Dan Simmons                      | Ilion (Ilium)                                                              | [ 51 ] |
| 2004 | Charles Stross                   | Singularity Sky                                                            | [ 51 ] |
| 2004 | Robert Charles Wilson            | Blind Lake                                                                 | [ 51 ] |
| 2004 | Robert J. Sawyer                 | Ludzie (Humans)                                                            | [ 51 ] |
| 2005 | Susanna Clarke                   | Jonathan Strange i pan Norrell (Jonathan Strange & Mr Norrell)             | [ 52 ] |
| 2005 | Ian McDonald                     | Rzeka bogów (River of Gods)                                                | [ 52 ] |
| 2005 | Iain Banks                       | The Algebraist                                                             | [ 52 ] |
| 2005 | Charles Stross                   | Iron Sunrise                                                               | [ 52 ] |
| 2005 | China Miéville                   | Żelazna Rada (Iron Council)                                                | [ 52 ] |
| 2006 | Robert Charles Wilson            | Spin                                                                       | [ 53 ] |
| 2006 | Ken MacLeod                      | Learning the World                                                         | [ 53 ] |
| 2006 | George R.R. Martin               | Uczta dla wron (A Feast for Crows)                                         | [ 53 ] |
| 2006 | John Scalzi                      | Wojna starego człowieka (Old Man’s War)                                    | [ 53 ] |
| 2006 | Charles Stross                   | Accelerando                                                                | [ 53 ] |
| 2007 | Vernor Vinge                     | Rainbows End                                                               | [ 54 ] |
| 2007 | Charles Stross                   | Szklany dom (Glasshouse)                                                   | [ 54 ] |
| 2007 | Naomi Novik                      | Smok Jego Królewskiej Mości (His Majesty’s Dragon)                         | [ 54 ] |
| 2007 | Michael F. Flynn                 | Eifelheim                                                                  | [ 54 ] |
| 2007 | Peter Watts                      | Ślepowidzenie (Blindsight)                                                 | [ 54 ] |
| 2008 | Michael Chabon                   | Związek żydowskich policjantów (The Yiddish Policemen’s Union)             | [ 55 ] |
| 2008 | John Scalzi                      | The Last Colony                                                            | [ 55 ] |
| 2008 | Charles Stross                   | Stan wstrzymania (Halting State)                                           | [ 55 ] |
| 2008 | Robert J. Sawyer                 | Rollback                                                                   | [ 55 ] |
| 2008 | Ian McDonald                     | Brasyl                                                                     | [ 55 ] |
| 2009 | Neil Gaiman                      | Księga cmentarna (The Graveyard Book)                                      | [ 56 ] |
| 2009 | Cory Doctorow                    | Mały Brat (Little Brother)                                                 | [ 56 ] |
| 2009 | Neal Stephenson                  | Peanatema (Anathem)                                                        | [ 56 ] |
| 2009 | Charles Stross                   | Saturn’s Children                                                          | [ 56 ] |
| 2009 | John Scalzi                      | Zoe’s Tale                                                                 | [ 56 ] |
| 2010 | Paolo Bacigalupi                 | Nakręcana dziewczyna (The Windup Girl)                                     | [ 57 ] |
| 2010 | China Miéville                   | Miasto i miasto (The City & the City)                                      | [ 57 ] |
| 2010 | Cherie Priest                    | Kościotrzep (Boneshaker)                                                   | [ 57 ] |
| 2010 | Robert J. Sawyer                 | www. Wzrok (Wake)                                                          | [ 57 ] |
| 2010 | Catherynne M. Valente            | Palimpsest                                                                 | [ 57 ] |
| 2010 | Robert Charles Wilson            | Julian Comstock: A Story of 22nd-Century America                           | [ 57 ] |
| 2011 | Connie Willis                    | Blackout/All Clear                                                         | [ 58 ] |
| 2011 | Lois McMaster Bujold             | Cryoburn                                                                   | [ 58 ] |
| 2011 | Ian McDonald                     | Dom derwiszy (The Dervish House)                                           | [ 58 ] |
| 2011 | Seanan McGuire                   | Feed                                                                       | [ 58 ] |
| 2011 | N.K. Jemisin                     | Sto tysięcy królestw (The Hundred Thousand Kingdoms)                       | [ 58 ] |
| 2012 | Jo Walton                        | Wśród obcych (Among Others)                                                | [ 59 ] |
| 2012 | George R.R. Martin               | Taniec ze smokami (A Dance with Dragons)                                   | [ 59 ] |
| 2012 | Seanan McGuire                   | Deadline                                                                   | [ 59 ] |
| 2012 | China Miéville                   | Ambasadoria (Embassytown)                                                  | [ 59 ] |
| 2012 | James S.A. Corey                 | Przebudzenie Lewiatana (Leviathan Wakes)                                   | [ 59 ] |
| 2013 | John Scalzi                      | Czerwone koszule (Redshirts)                                               | [ 60 ] |
| 2013 | Kim Stanley Robinson             | 2312                                                                       | [ 60 ] |
| 2013 | Seanan McGuire                   | Blackout                                                                   | [ 60 ] |
| 2013 | Lois McMaster Bujold             | Captain Vorpatril's Alliance                                               | [ 60 ] |
| 2013 | Saladin Ahmed                    | Tron Półksiężyca (Throne of the Crescent Moon)                             | [ 60 ] |
| 2014 | Ann Leckie                       | Zabójcza sprawiedliwość (Ancillary Justice)                                | [ 61 ] |
| 2014 | Charles Stross                   | Neptune's Brood                                                            | [ 61 ] |
| 2014 | Seanan McGuire                   | Parasite                                                                   | [ 61 ] |
| 2014 | Larry Correia                    | Warbound                                                                   | [ 61 ] |
| 2014 | Robert Jordan, Brandon Sanderson | Koło Czasu (The Wheel of Time)                                             | [ 61 ] |
| 2015 | Liu Cixin                        | Problem trzech ciał (The Three-Body Problem)                               | [ 62 ] |
| 2015 | Katherine Addison                | The Goblin Emperor                                                         | [ 62 ] |
| 2015 | Kevin J. Anderson                | The Dark Between the Stars                                                 | [ 62 ] |
| 2015 | Jim Butcher                      | Gra pozorów (Skin Game)                                                    | [ 62 ] |
| 2015 | Ann Leckie                       | Zabójczy miecz (Ancillary Sword)                                           | [ 62 ] |
| 2016 | N.K. Jemisin                     | Piąta pora roku (The Fifth Season)                                         | [ 63 ] |
| 2016 | Jim Butcher                      | Wiatrogon aeronauty (The Cinder Spires: The Aeronaut's Windlass)           | [ 63 ] |
| 2016 | Ann Leckie                       | Ancillary Mercy                                                            | [ 63 ] |
| 2016 | Naomi Novik                      | Wybrana (Uprooted)                                                         | [ 63 ] |
| 2016 | Neal Stephenson                  | 7EW (Seveneves)                                                            | [ 63 ] |
| 2017 | N.K. Jemisin                     | Wrota obelisków (The Obelisk Gate)                                         | [ 64 ] |
| 2017 | Charlie Jane Anders              | All the Birds in the Sky                                                   | [ 64 ] |
| 2017 | Becky Chambers                   | Wspólna orbita zamknięta (A Closed and Common Orbit)                       | [ 64 ] |
| 2017 | Liu Cixin                        | Koniec śmierci (Death’s End)                                               | [ 64 ] |
| 2017 | Yoon Ha Lee                      | Gambit lisa (Ninefox Gambit)                                               | [ 64 ] |
| 2017 | Ada Palmer                       | Do błyskawicy podobne (Too Like the Lightning)                             | [ 64 ] |
| 2018 | N.K. Jemisin                     | Kamienne niebo (The Stone Sky)                                             | [ 65 ] |
| 2018 | John Scalzi                      | Upadające imperium (The Collapsing Empire)                                 | [ 65 ] |
| 2018 | Kim Stanley Robinson             | New York 2140                                                              | [ 65 ] |
| 2018 | Ann Leckie                       | Provenance                                                                 | [ 65 ] |
| 2018 | Yoon Ha Lee                      | Raven Stratagem                                                            | [ 65 ] |
| 2018 | Mur Lafferty                     | Six Wakes                                                                  | [ 65 ] |
| 2019 | Mary Robinette Kowal             | The Calculating Stars                                                      | [ 66 ] |
| 2019 | Becky Chambers                   | Record of a Spaceborn Few                                                  | [ 66 ] |
| 2019 | Yoon Ha Lee                      | Revenant Gun                                                               | [ 66 ] |
| 2019 | Naomi Novik                      | Moc srebra (Spinning Silver)                                               | [ 66 ] |
| 2019 | Rebecca Roanhorse                | Trail of Lightning                                                         | [ 66 ] |
| 2019 | Catherynne M. Valente            | Space Opera                                                                | [ 66 ] |
| 2020 | Arkady Martine                   | Pamięć zwana Imperium (A Memory Called Empire)                             | [ 67 ] |
| 2020 | Seanan McGuire                   | Gra środkowa (Middlegame)                                                  | [ 67 ] |
| 2020 | Tamsyn Muir                      | Gideon z Dziewiątego (Gideon the Ninth)                                    | [ 67 ] |
| 2020 | Kameron Hurley                   | The Light Brigade                                                          | [ 67 ] |
| 2020 | Charlie Jane Anders              | The City in the Middle of the Night                                        | [ 67 ] |
| 2020 | Alix E. Harrow                   | Dziesięć tysięcy drzwi (The Ten Thousand Doors of January)                 | [ 67 ] |
| 2021 | Martha Wells                     | Efekt sieci (Network Effect)                                               | [ 68 ] |
| 2021 | Rebecca Roanhorse                | Czarne słońce (Black Sun)                                                  | [ 68 ] |
| 2021 | N.K. Jemisin                     | Miasto, którym się staliśmy (The City We Became)                           | [ 68 ] |
| 2021 | Tamsyn Muir                      | Harrow the Ninth                                                           | [ 68 ] |
| 2021 | Susanna Clarke                   | Piranesi                                                                   | [ 68 ] |
| 2021 | Mary Robinette Kowal             | The Relentless Moon                                                        | [ 68 ] |
| 2022 | Arkady Martine                   | Pustkowie zwane pokojem (A Desolation Called Peace)                        | [ 69 ] |
| 2022 | Becky Chambers                   | The Galaxy, and the Ground Within                                          | [ 69 ] |
| 2022 | Ryka Aoki                        | Light From Uncommon Stars                                                  | [ 69 ] |
| 2022 | P. Djèlí Clark                   | Władca dżinnów (A Master of Djinn)                                         | [ 69 ] |
| 2022 | Andy Weir                        | Projekt Hail Mary (Project Hail Mary)                                      | [ 69 ] |
| 2022 | Shelley Parker-Chan              | She Who Became the Sun                                                     | [ 69 ] |
| 2023 | T. Kingfisher                    | Pokrzywa i kość (Nettle & Bone)                                            | [ 70 ] |
| 2023 | Silvia Moreno-Garcia             | The Daughter of Doctor Moreau                                              | [ 70 ] |
| 2023 | John Scalzi                      | Towarzystwo Ochrony Kaiju (The Kaiju Preservation Society)                 | [ 70 ] |
| 2023 | Travis Baldree                   | Legendy i latte (Legends & Lattes)                                         | [ 70 ] |
| 2023 | Tamsyn Muir                      | Nona the Ninth                                                             | [ 70 ] |
| 2023 | Mary Robinette Kowal             | The Spare Man                                                              | [ 70 ] |
| 2024 | Emily Tesh                       | Some Desperate Glory                                                       | [ 71 ] |
| 2024 | Shannon Chakraborty              | Przygody Aminy al-Sirafi (The Adventures of Amina al-Sirafi)               | [ 71 ] |
| 2024 | Vajra Chandrasekera              | The Saint of Bright Doors                                                  | [ 71 ] |
| 2024 | Ann Leckie                       | Translation State                                                          | [ 71 ] |
| 2024 | John Scalzi                      | Starter Villain                                                            | [ 71 ] |
| 2024 | Martha Wells                     | Witch King                                                                 | [ 71 ] |

## Nagroda „Retro Hugo”
Legenda:  Zwycięzcy 
| Rok  | Rok przyznania | Autor                                     | Tytuł                                                                  | Źródło |
| ---- | -------------- | ----------------------------------------- | ---------------------------------------------------------------------- | ------ |
| 1939 | 2014           | Terence Hanbury White                     | Miecz dla króla (The Sword in the Stone)                               | [ 72 ] |
| 1939 | 2014           | Edgar Rice Burroughs                      | Carson of Venus                                                        | [ 72 ] |
| 1939 | 2014           | Edward Elmer Smith                        | Galactic Patrol                                                        | [ 72 ] |
| 1939 | 2014           | Jack Williamson                           | Legion umarłych (The Legion of Time)                                   | [ 72 ] |
| 1939 | 2014           | C.S. Lewis                                | Z dala od milczącej planety (Out of the Silent Planet)                 | [ 72 ] |
| 1941 | 2016           | A.E. van Vogt                             | Slan                                                                   | [ 73 ] |
| 1941 | 2016           | Terence Hanbury White                     | Rycerz spod Ciemnej Gwiazdy (The Ill‐Made Knight)                      | [ 73 ] |
| 1941 | 2016           | Karin Boye                                | Kallocain                                                              | [ 73 ] |
| 1941 | 2016           | Jack Williamson                           | The Reign of Wizardry                                                  | [ 73 ] |
| 1941 | 2016           | Edward Elmer Smith                        | Gray Lensman                                                           | [ 73 ] |
| 1943 | 2018           | Robert A. Heinlein (jako Anson MacDonald) | Beyond This Horizon                                                    | [ 74 ] |
| 1943 | 2018           | Olaf Stapledon                            | Darkness and the Light                                                 | [ 74 ] |
| 1943 | 2018           | Curt Siodmak                              | Donovan’s Brain                                                        | [ 74 ] |
| 1943 | 2018           | Austin Tappan Wright                      | Islandia                                                               | [ 74 ] |
| 1943 | 2018           | Edward Elmer Smith                        | Second Stage Lensmen                                                   | [ 74 ] |
| 1943 | 2018           | Dorothy Macardle                          | The Uninvited                                                          | [ 74 ] |
| 1944 | 2019           | Fritz Leiber                              | Mąż czarownicy (Conjure Wife)                                          | [ 75 ] |
| 1944 | 2019           | Hermann Hesse                             | Gra szklanych paciorków (Das Glasperlenspiel)                          | [ 75 ] |
| 1944 | 2019           | Fritz Leiber                              | Ciemności, przybywaj (Gather, Darkness!)                               | [ 75 ] |
| 1944 | 2019           | C.S. Lewis                                | Perelandra                                                             | [ 75 ] |
| 1944 | 2019           | C.L. Moore i Henry Kuttner                | Earth’s Last Citadel                                                   | [ 75 ] |
| 1944 | 2019           | A.E. van Vogt                             | Producenci broni (The Weapon Makers)                                   | [ 75 ] |
| 1945 | 2020           | Leigh Brackett                            | Shadow Over Mars (The Nemesis from Terra)                              | [ 76 ] |
| 1945 | 2020           | Robert Graves                             | The Golden Fleece (Hercules, My Shipmate)                              | [ 76 ] |
| 1945 | 2020           | Olaf Stapledon                            | Syriusz (Sirius: A Fantasy of Love and Discord)                        | [ 76 ] |
| 1945 | 2020           | A.E. van Vogt, E. Mayne Hull              | The Winged Man                                                         | [ 76 ] |
| 1945 | 2020           | Edgar Rice Burroughs                      | Land of Terror                                                         | [ 76 ] |
| 1945 | 2020           | Eric Linklater                            | The Wind on the Moon                                                   | [ 76 ] |
| 1946 | 1996           | Isaac Asimov                              | Muł (Mule)                                                             | [ 77 ] |
| 1946 | 1996           | A.E. van Vogt                             | Świat Nie-A (The World of Null-A)                                      | [ 77 ] |
| 1946 | 1996           | C.S. Lewis                                | Ta ohydna siła (That Hideous Strength; także jako The Tortured Planet) | [ 77 ] |
| 1946 | 1996           | Fritz Leiber                              | Destiny Times Three                                                    | [ 77 ] |
| 1946 | 1996           | Edmond Hamilton (jako Brett Sterling)     | Red Sun of Danger (także jako Danger Planet)                           | [ 77 ] |
| 1951 | 2001           | Robert A. Heinlein                        | Farmer in the Sky                                                      | [ 78 ] |
| 1951 | 2001           | Isaac Asimov                              | Kamyk na niebie (Pebble in the Sky)                                    | [ 78 ] |
| 1951 | 2001           | C.S. Lewis                                | Lew, czarownica i stara szafa (The Lion, the Witch and the Wardrobe)   | [ 78 ] |
| 1951 | 2001           | Edward Elmer Smith                        | First Lensman                                                          | [ 78 ] |
| 1951 | 2001           | Jack Vance                                | Umierająca Ziemia (The Dying Earth)                                    | [ 78 ] |
| 1954 | 2004           | Ray Bradbury                              | 451 stopni Fahrenheita (Fahrenheit 451)                                | [ 79 ] |
| 1954 | 2004           | Arthur C. Clarke                          | Koniec dzieciństwa (Childhood’s End)                                   | [ 79 ] |
| 1954 | 2004           | Hal Clement                               | Misja grawitacyjna (Mission of Gravity)                                | [ 79 ] |
| 1954 | 2004           | Isaac Asimov                              | Pozytonowy detektyw (The Caves of Steel)                               | [ 79 ] |
| 1954 | 2004           | Theodore Sturgeon                         | Więcej niż człowiek (More Than Human)                                  | [ 79 ] |